# Alan IV av Bretagne
Alan IV av Bretagne, född ca. 1063, död 13 oktober 1119, var regerande hertig av Bretagne från 1072 till 1112. Han blev hertig som barn, och stod under förmyndarregering fram till 1084.